# Изчислителна химия
Изчислителната химия е дял от химията, който използва компютърни симулации при решаването на химични задачи. Тя прилага методите на теоретичната химия чрез ефективни компютърни програми с цел изчисляване на структурите и свойствата на молекулите и твърдите тела. Дисциплината е нужна, тъй като освен относително скорошните резултати относно водородния молекулен йон, квантовата задача с много тела не може да бъде решена аналитично. Докато компютърните резултати обикновено допълват информацията, получена от химични експерименти, в някои случаи те могат да предскажат незабелязани дотогава химични явления. Методите ѝ намират широко приложение при разработването на нови лекарства и материали.
Примери за свойства, изучавани от изчислителната химия, са структурата, абсолютната и относителната енергия, разпределението на електронната плътност на заряда, диполният момент, вибрационните честоти, реактивността и други спектроскопски величини.
Използваните методи покриват както статични, така и динамични ситуации. Във всеки случай, времето за изчисление, паметта и дисковото пространство се увеличават рязко с нарастване на размера на изучаваната система. Въпросната система може да бъде една молекула, група от молекули или твърдо тяло. Изчислителните методи в химията могат да варират от силно приблизителни до изключително точни, като вторите обикновено са осъществими само за малки системи. Някои методи се основават изцяло на квантова механика и основни физични константи, докато други са емпирични или полу-емпирични, тъй като използват допълнителни емпирични параметри. И двата вида методи включват приближения, които могат да варират от опростени форми на уравнения до приближения, ограничаващи размера на системата (например периодични гранични условия) и фундаментални приближения на основните уравнения, изискващи просто някакво решение. Например, някои изчисления прилагат приближението на Борн-Опенхаймер, което значително опростява уравнението на Шрьодингер, приемайки, че ядрата стоят на едно и също място по време на изчислението. На практика е невъзможно да се елиминират всички приближения и винаги неизбежно има остатъчна грешка. Целта на изчислителната химия е тези остатъчни грешки да се сведат до минимум, докато изчисленията се запазят разумно големи.
В някои случаи, подробностите относно електронната структура са по-маловажни от дългосрочното поведение на фазовото пространство на молекулите. Такъв е случаят на конформационните изследвания на протеините и термодинамиката на протеин-лигандното свързване. Използват се класически приближения на повърхността на потенциалната енергия, обикновено със силови полета от молекулярната механика, тъй като са по-малко интензивни в изчислително отношение от електронните изчисления, което позволява по-дълги симулации в областта на молекулярната динамика. Освен това хемоинформатиката използва дори още повече емпирични методи, като например машинно самообучение, базирани на физико-химичните свойства. Типичен проблем в областта на хемоинформатиката е предсказването на афинитета на свързване на лекарствените молекули към дадена молекула мишена.